# لشکر دهم زرهی اس‌اس فروندسبرگ
لشکر دهم زرهی اس‌اس فروندسبرگ (به آلمانی:10. SS-Panzer-Division „Frundsberg“) یکی از لشکرهای وابسته به وافن اس‌اس در جنگ جهانی دوم بود.

## فرماندهان
- میشل لیپرت
- لوتهار دبس
- کارل فیشر فون تروینفلد
- هاینتس هارمل
- فرانتس روستل